# Yedian
Yedian (kinesiska: 野店镇, 野店) är en köping i Kina. Den ligger i provinsen Shandong, i den östra delen av landet, omkring 130 kilometer sydost om provinshuvudstaden Jinan. Antalet invånare är 30130. Befolkningen består av 15 140 kvinnor och 14 990 män. Barn under 15 år utgör 16,0 %, vuxna 15-64 år 70 %, och äldre över 65 år 12,0 %.
Genomsnittlig årsnederbörd är 938 millimeter. Den regnigaste månaden är juli, med i genomsnitt 328 mm nederbörd, och den torraste är januari, med 6 mm nederbörd.